# УТА (футбольный клуб)
УТА (рум. Fotbal Club Municipal UTA Arad) — румынский футбольный клуб из Арада, выступающий в Лиге I.

## История
Клуб основан 18 апреля 1945 года. Шестикратный чемпион Румынии — 1947, 1948, 1950, 1954, 1969 и 1970 годов. Это третий показатель среди ныне существующих румынских клубов после «Стяуа» и «Динамо». Серебряный призёр — 1972. Бронзовый призёр — 1953. Двукратный обладатель Кубка Румынии — 1948, 1953. Команда дебютировала в еврокубках в сезоне 1969/70 в Кубке чемпионов в матчах против польской «Легии», и если дома «УТА» уступил с минимальным счётом (1-2), то на выезде был разгромлен 0-8. Это самое крупное поражение румынских клубов в еврокубках. Наибольшего успеха клуб достиг в сезоне 1971/72 Кубка УЕФА, где дошёл до 1/4 финала и уступил по сумме двух матчей английскому «Тоттенхэм Хотспур» (0-2 и 1-1). Домашние матчи команда проводит на стадионе «Френсиш вон Ноуманн», вмещающем 7000 зрителей.

## История наименований клуба
- 1948: IT Arad
- 1950: Flamura Rosie IT Arad
- 1958: UT Arad
- 1984: FCM UTA Arad
- 1989: UTA Arad
- 1997: FC UTA Arad

## Выступление клуба в еврокубках
- 1Р = первый раунд
- 2Р = второй раунд
- 1/8 = 1/8 финала
- 1/4 = четвертьфинал

| Сезон   | Турнир          | Раунд | Страна                     | Клуб                | Счёт     |
| ------- | --------------- | ----- | -------------------------- | ------------------- | -------- |
| 1969/70 | Кубок чемпионов | 1Р    | Флаг Польши (1928—1980)    | Легия               | 1:2, 0:8 |
| 1970/71 | Кубок чемпионов | 1Р    | Флаг Нидерландов           | Фейеноорд           | 1:1, 0:0 |
|         |                 | 1/8   | Флаг Югославии (1945—1991) | Црвена звезда       | 0:3, 1:3 |
| 1971/72 | Кубок УЕФА      | 1Р    | Флаг Австрии               | Аустрия (Зальцбург) | 4:1, 1:3 |
|         |                 | 2Р    | Флаг Польши (1928—1980)    | Заглембе (Валбжих)  | 1:1, 2:1 |
|         |                 | 1/8   | Флаг Португалии            | Витория (Сетубал)   | 3:0, 0:1 |
|         |                 | 1/4   | Флаг Англии                | Тоттенхэм Хотспур   | 0:2, 1:1 |
| 1972/73 | Кубок УЕФА      | 1Р    | Флаг Швеции                | Норрчёпинг          | 1:2, 0:2 |

## Достижения
- Чемпион Румынии (6): 1947, 1948, 1950, 1954, 1969, 1970
- Серебряный призёр чемпионата Румынии (1): 1972
- Бронзовый призёр чемпионата Румынии (1): 1953
- Обладатель Кубка Румынии (2): 1948, 1953
- Финалист Кубка Румынии (2): 1950, 1966